# Urogentias ulugurensis
Urogentias ulugurensis är en gentianaväxtart som beskrevs av Ernest Friedrich Gilg och Gilg-benedict. Urogentias ulugurensis ingår i släktet Urogentias och familjen gentianaväxter. Inga underarter finns listade i Catalogue of Life.